# 吴屯乡
吴屯乡，是中华人民共和国福建省南平市武夷山市下辖的一个乡镇级行政单位。

## 行政区划
吴屯乡下辖以下地区：
吴屯社区、吴边村、排头村、街路村、彭屯村、小浑村、大浑村、上村、红园村、大际村、小际村、小寺村、阳角村、后源村、岭根村、麻坜村、后乾村和倪坜村。